# Emil Cohen

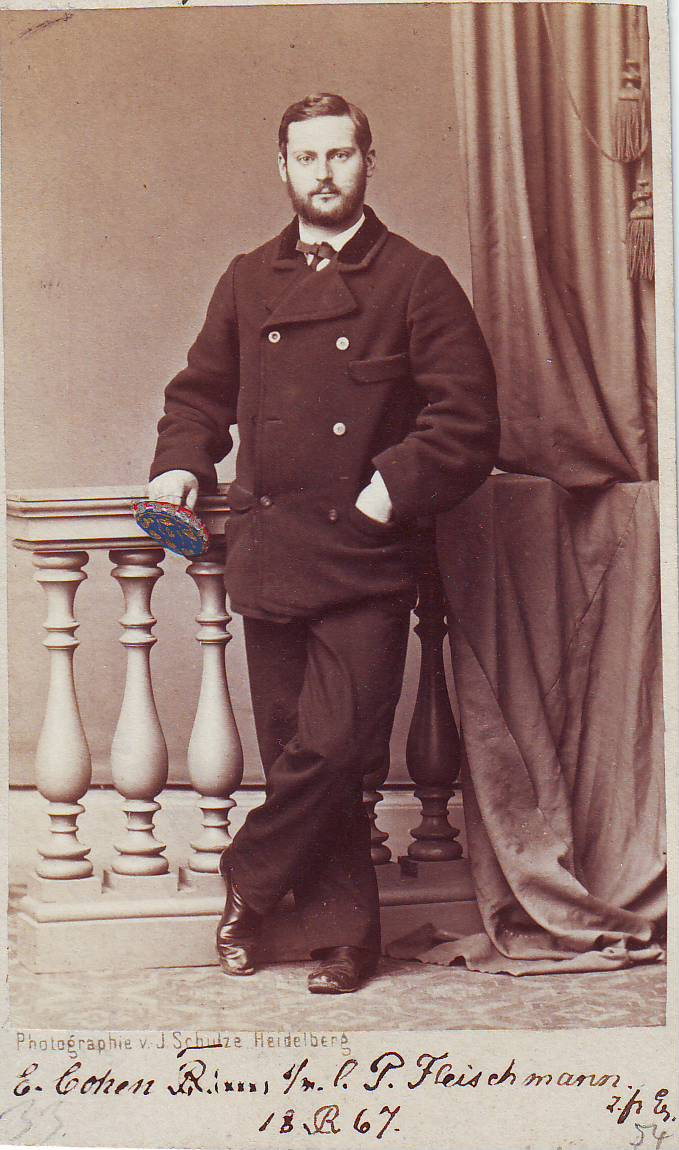
Emil Cohen als Heidelberger Rhenane, 1867

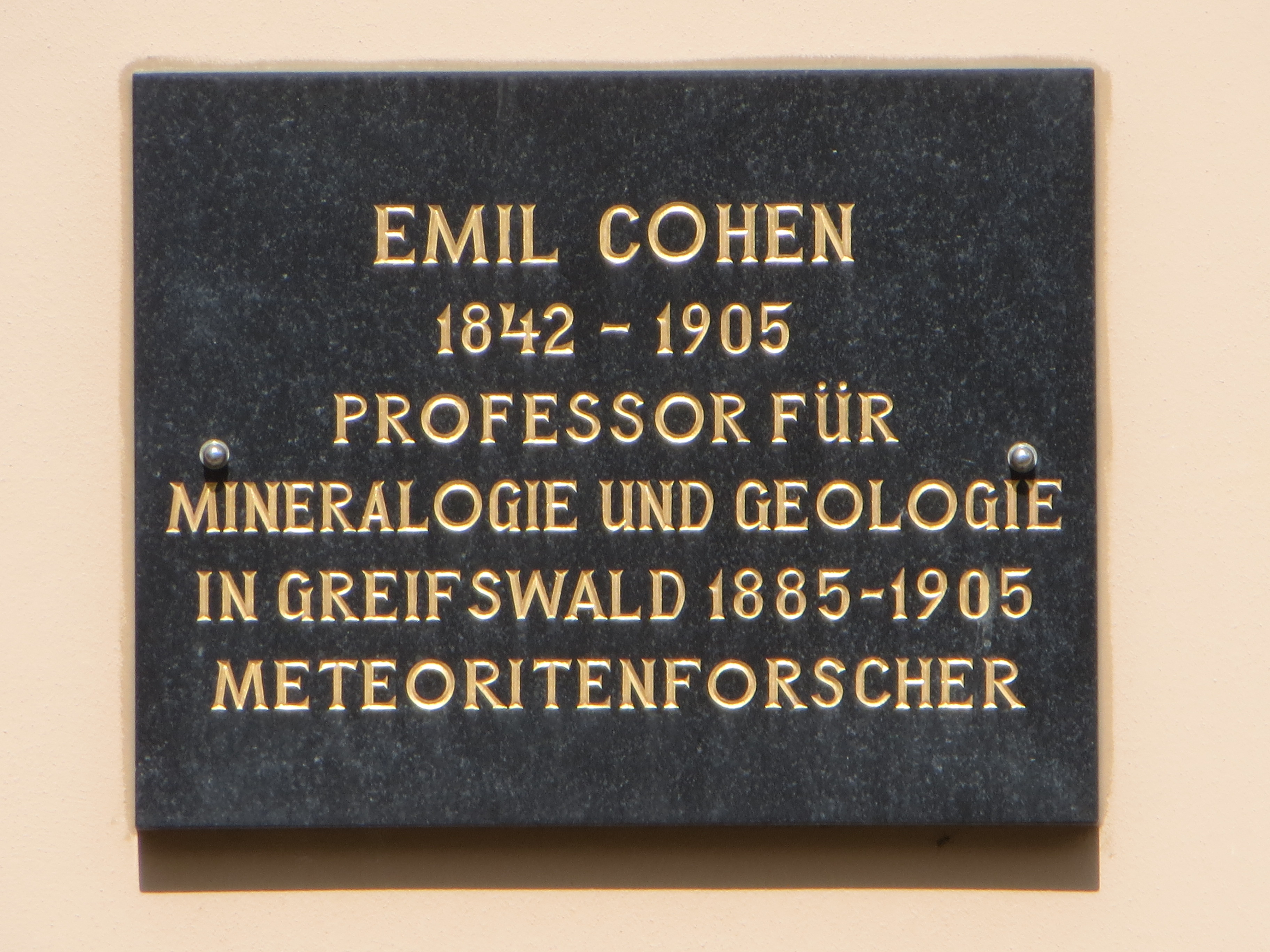
Erinnerungstafel am Haus Wolgaster Straße 144 in Greifswald

Emil Wilhelm Cohen (* 12. Oktober 1842 in Akjär bei Horsens, Dänemark; † 13. April 1905 in Greifswald) war ein deutscher Mineraloge und Petrograph.

## Leben
Cohen studierte ab 1863 in Berlin und Heidelberg Chemie und Physik. Er bereiste 1873/74 die Gold- und Diamantenfelder Südafrikas und veröffentlichte eine der ersten modernen Beschreibungen der Vorkommen. 1878 wurde er Professor für Petrographie an der Universität Straßburg und gleichzeitig Direktor der geologischen Landesaufnahme von Elsass und Lothringen. Er verfasste hier seine „Sammlung von Mikrophotographien zur Veranschaulichung der mikroskopischen Struktur von Mineralien und Gesteinen“ und wurde damit zu einem der Begründer der modernen Petrographie.
Gemeinsam mit Ernst Wilhelm Benecke gab er die Geognostische Karte der Umgegend von Heidelberg (im Maßstab von 1:50.000, Heidelberg 1874–77, 2 Blätter) und die Geognostische Beschreibung der Umgegend von Heidelberg (Heidelberg 1880, 2 Hefte) heraus.
1885 wurde er Ordinarius für Mineralogie und Geologie an der Universität Greifswald. Er untersuchte hier die nordischen Geschiebe und deren Herkunft. Außerdem widmete er sich der kosmischen Petrographie, vor allem mit der Beschreibung der Struktur der Eisenmeteorite und der in ihnen enthaltenen Mineralien. Er isolierte und analysierte zum Beispiel ein Eisencarbid, das später nach ihm Cohenit benannt wurde. Mit Ernst Weinschenk wies er 1891 Diamanten in Meteoriten nach.
Cohen war ab 1883 Mitglied der Deutschen Akademie der Naturforscher Leopoldina.

## Schriften
- Über die zur Dyas gehörigen Gesteine des südlichen Odenwaldes. 1871
- Sammlung von Mikrophotographien zur Veranschaulichung der mikroskopischen Structur von Mineralien und Gesteinen. Stuttgart 1881.
- Das obere Weilerthal und das zunächst angrenzende Gebirge. Straßburg 1889.
- Meteoreisenstudien.
- Meteoritenkunde. 1894–1905
- Zusammenfassung der bei der Untersuchung der körnigen bis dichten Meteoreisen erhaltenen Resultate. Berlin 1900.